# Сидер Грънчаров
Сидер Костадинов Грънчаров, известен като Сидер войвода, е участник в националноосвободителното движение. Член на крупния търговски и възрожденски род Грънчарови.

## Биография
Роден в Горна Оряховица. Занимава се с търговия на кожи и спиртни напитки в съдружие с братята си Моско и Вичо Грънчарови. В революционното дело е привлечен от Васил Левски. Участва в ръководството на местния революционен комитет като касиер на окръжния комитет в Горна Оряховица. 
През януари 1876 г. Грънчаров отива във Влашко като главен пълномощник на окръжния комитет за набавяне на оръжие. Улеснява преминаването на войводите Поп Харитон и Никола Генчев Хаинчанина през Дунав и успява да достави контрабандно големи пратки с оръжие в навечерието на Априлското въстание през 1876. Закупува и около 70 пушки от Русия за формиращата се по това време Ботева чета. Оръжията обаче са спрени на руско-румънската граница и Сидер Грънчаров заминава, за да ги освободи от митницата. Когато се връща в Гюргево разбира, че четата вече е потеглила.
Грънчаров се прехвърля в Сърбия и взима участие в Сръбско-турската война през 1876 г. като доброволец под командването на Филип Тотю. През юли навлиза начело на петдесетина четници в Западна България с намерението да вдигне въстание. Четата е пресрещната от силни турски войски. Грънчаров загива на 31 юли 1876 година в бой край село Чурек, недалеч от връх Мургаш.

## Памет
Днес името на Сидер войвода носи улица в Горна Оряховица, на която е и читалището „Братя Грънчарови“, както и улица в квартал „Люлин“ в София (Карта). Негов племенник е генерал Григор Грънчаров.